# Argus (linguaggio di programmazione)
Argus è un linguaggio di programmazione creato al MIT da Barbara Liskov tra il 1985 e il 1988, in collaborazione con Maurice Herlihy, Paul Johnson, Robert Scheifler e William Weihl. È un'estensione del linguaggio di programmazione CLU e ne utilizza la maggior parte della sintassi e semantica.  Argus supporta la creazione di sistemi distribuiti mediante procedure di incapsulamento all'interno di oggetti chiamati guardiani e azioni atomiche chiamate azioni.